# Zenon Grocholewski
Zenon Grocholewski, poljski rimskokatoliški duhovnik, škof in kardinal, * 11. oktober 1939, Bródki, † 17. julij 2020. Rim.

## Življenjepis
27. maja 1963 je prejel duhovniško posvečenje.
21. decembra 1982 je bil imenovan za naslovnega nadškofa Acropolisa in za tajnika Apostolske Signature; 6. januarja 1983 je prejel škofovsko posvečenje.
16. decembra 1991 je bil ponovno imenovan za tajnika Apostolske Signature in 5. oktobra 1998 je postal prefekt iste kongregacije. kmalu zatem (15. novembra 1999) pa je postal prefekt Kongregacije za katoliško vzgojo ter obenem predsednik več komisij v Rimski kuriji. S tega mesta se je upokojil marca 2015.
21. februarja 2001 je bil povzdignjen v kardinala in imenovan za kardinal-diakona S. Nicola in Carcere; ustoličen je bil 12. maja istega leta.